# Herpelidae
Los herpélidos (Herpelidae) son una familia de anfibios gimnofiones compuesta por dos géneros y 9 especies. Hasta 2011 se consideraba incluida en Caeciliidae. Estas cecilias se distribuyen por África central y occidental.

## Taxonomía
Incluye los siguientes géneros:
- Boulengerula Tornier, 1896 (7 especies)
- Herpele Peters, 1880 (2 especies) [ género tipo ]